# Agapetus tridens
Agapetus tridens là một loài Trichoptera trong họ Glossosomatidae. Chúng phân bố ở miền Cổ bắc.